# Freddie McGregor
Freddie McGregor (Clarendon, 1956. június 27. –) jamaicai énekes, zenész, producer.
Hétévesen kezdett zenélni. 1963-ban  Ernest Wilsonnal és  Peter Austinnal
megalapították a The Clarendonians zenekart, és a Studio One-ban készítették a felvételeiket. Az 1970-es–80-as években Niney The Observer producerrel dolgozott együtt. Az 1980-as évek elején a „Bobby Babylon” című számával lett népszerű. Egyéb slágerei: „Big Ship”, „Push Comes To Shove”, „Just Don't Want To Be Lonely” és „I Was Born A Winner”, valamint számos korábbi reggae feldolgozása. Junjo Lawes, Linval Thompson és Gussie Clark producerekkel is dolgozott együtt. Saját stúdiójának neve Big Ship Recording Studio, ahol számos művész producere volt, például  Luciano és Mikey Spice.
A Twelve Tribes of Israel rasztafári csoport tagja.

## Nagylemezek
- 1979 - Freddie (Jackal prod. Niney)
- 1980 - Showcase (Sonic Sounds)
- 1979 - Bobby Bobylon (Studio One)
- 1982 - Big Ship (Thompson Sounds)
- 1993 - Carry Go Bring Come (Greensleeves)
- 1993 - Legit (ft. Dennis Brown és Cocoa Tea)
- 1994 - Zion Chant
- 2005 - Comin' In Tough (VP Records)

## Fordítás
Ez a szócikk részben vagy egészben  a   Freddie McGregor című angol Wikipédia-szócikk fordításán alapul.  Az eredeti cikk szerkesztőit annak laptörténete sorolja fel. Ez a jelzés csupán a megfogalmazás eredetét és a szerzői jogokat jelzi, nem szolgál a cikkben szereplő információk forrásmegjelöléseként.